# جاي مانويل
جاي مانويل هو عارض وفنان ماكياج ومصور كندي وماليزي، ولد في 14 أغسطس 1972 في سبرينغفيلد في الولايات المتحدة.

## وصلات خارجية
- الموقع الرسمي
- جاي مانويل على موقع IMDb (الإنجليزية)
- جاي مانويل على موقع إن إن دي بي (الإنجليزية)
- جاي مانويل على موقع قاعدة بيانات الفيلم (الإنجليزية)